# Bronisław (powiat mogileński)
Bronisław – wieś w Polsce położona w województwie kujawsko-pomorskim, w powiecie mogileńskim, w gminie Strzelno. W latach 1975–1998 miejscowość należała administracyjnie do województwa bydgoskiego. Według Narodowego Spisu Powszechnego (III 2011 r.) liczyła 397 mieszkańców. Jest trzecią co do wielkości miejscowością gminy Strzelno.
Wieś należy do Parafii św. Rocha w Rzadkwinie.
Według rejestru zabytków NID na listę zabytków wpisany jest dwór z końca XIX w., nr rej.: A/452/1 z 20.07.1995.

## Historia
W styczniu 1773 r. Bronisław wraz z przyległymi obszarami, w wyniku pierwszego rozbioru Polski, został wcielony do monarchii pruskiej. Jeszcze przed całkowitą kasatą klasztoru w Strzelnie, cały podległy mu obszar, tj. 592 ha, został włączony do powstałej około 1795 r. domeny strzeleńskiej (Rent-Amt), która obejmowała około 1875 r. łącznie 29 tys. ha. W wyniku reformy uwłaszczeniowej najbogatszy mieszkaniec Bronisławia, młynarz z Młynka, powiększył swoje gospodarstwo do rozmiarów niewielkiego folwarku ziemskiego zapoczątkowując majątek w Bronisławiu (początek XIX wieku).
Od 1885 roku w miejscowości działa Przedsiębiorstwo Przemysłu Ziemniaczanego, będące największym producentem skrobi ziemniaczanej i płatków ziemniaczanych na Kujawach.

## Urodzeni w Bronisławiu
- Mieczysław Skonieczny – polski ksiądz katolicki, prałat, długoletni proboszcz kościoła Św. Trójcy w Bydgoszczy (1923-1968)[6].